# Cristo de la Epidemia

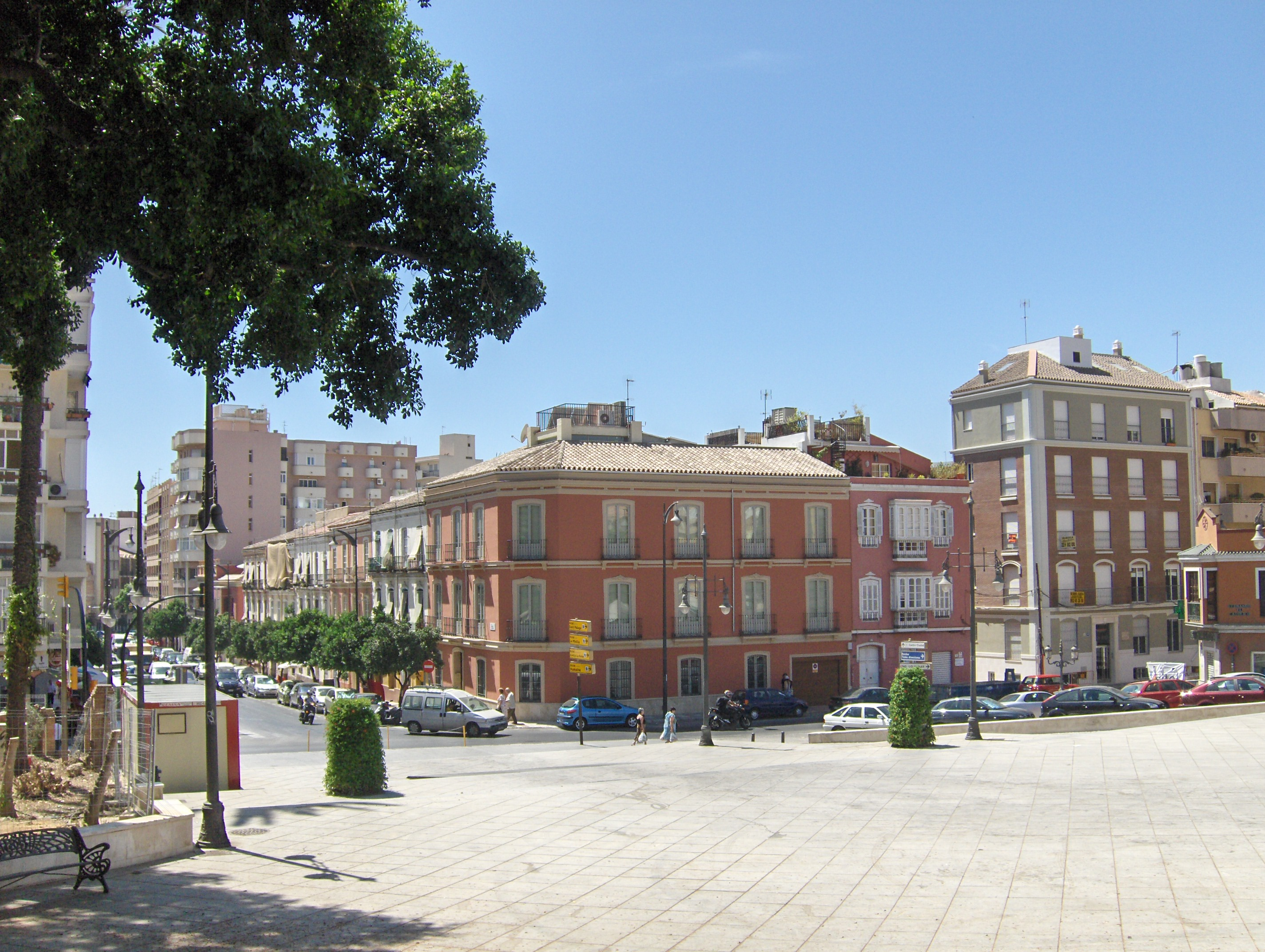
Plaza el Santuario y Calle Compás de la Victoria.

Cristo de la Epidemia es un barrio que pertenece al distrito Centro de la ciudad andaluza de Málaga, España. Según la delimitación oficial del ayuntamiento, limita al este con el barrio Conde de Ureña y el Monte de las Tres Letras; al sur, con el barrio de La Victoria; al oeste, con El Ejido; y al norte con Olletas.
Recibe este nombre por una ermita que había en el barrio desde la que salió un Cristo que acabó con una epidemia en el siglo XVIII, según cuenta la leyenda. Durante la época musulmana esta fue una zona de tejares.
El barrio se levanta en los alrededores de un emplazamiento de elevado carácter histórico, el lugar en el que los Reyes Católicos establecieron su campamento en la toma de Málaga en 1487, al final de la Reconquista. Hoy en día, en su lugar se levanta el monumental Santuario de la Victoria y calles cercanas toman el nombre de los Reyes Católicos,  Fernando e Isabel.
Otros edificios notables que se asientan en el barrio son el antiguo Consulado Alemán, situado en el n.º 5 del Compás de la Victoria, o lo que fue el Cine Excelsior, donde hoy en día se levanta un archivo y viviendas.

## Transporte
En autobús queda conectado mediante las siguientes líneas de la EMT:
| Línea | Trayecto                                             | Recorrido | Frecuencia    |
| ----- | ---------------------------------------------------- | --------- | ------------- |
| C1    | Circular 1                                           | Recorrido | 12 minutos    |
| C2    | Circular 2                                           | Recorrido | 11-12 minutos |
| 1     | Parque del Sur - Avda. Europa (San Andrés)           | Recorrido | 8-9 minutos   |
| 36    | Alameda de Colón - Conde de Ureña (Centro Histórico) | Recorrido | 60 minutos    |
| 37    | Alameda Principal - Altamira/Monte Dorado            | Recorrido | 25-30 minutos |
| N2    | Plaza de la Marina - Circular                        | Recorrido | 50-55 minutos |